# فهرست بزرگ‌ترین کارفرمایان
فهرست بزرگترین کارفرمایان، لیستی از بزرگترین کارفرماهای عمومی، خصوصی و دولتی است، که بر اساس تعداد کارکنان آن‌ها رتبه‌بندی شده‌است. 

## بی‌بی‌سی ۲۰۱۲
بی‌بی‌سی، در فهرست خود، کلیه شرکت‌ها، اعم از شرکت‌های دولتی، سازمان‌ها و... را قرار داده است.
| بزرگ‌ترین کارفرمایان، ۲۰۱۲      | بزرگ‌ترین کارفرمایان، ۲۰۱۲ | بزرگ‌ترین کارفرمایان، ۲۰۱۲ |
| کارفرما                        | کارکنان                   | دفتر مرکزی                |
| ------------------------------ | ------------------------- | ------------------------- |
| وزارت دفاع ایالات متحده آمریکا | ۳٫۲ میلیون                | ایالات متحده آمریکا       |
| ارتش آزادی‌بخش خلق              | ۲٫۳ میلیون                | چین                       |
| وال‌مارت                        | ۲٫۱ میلیون                | ایالات متحده آمریکا       |
| نیروهای مسلح هند               | ۱٫۹ میلیون                | هند                       |
| مک‌دونالدز                      | ۱٫۹ میلیون                | ایالات متحده آمریکا       |
| خدمات بهداشت ملی               | ۱٫۷ میلیون                | بریتانیا                  |
| شرکت ملی نفت چین               | ۱٫۶ میلیون                | چین                       |
| استیت گراید کورپوریشن          | ۱٫۵ میلیون                | چین                       |
| راه‌آهن هند                     | ۱٫۴ میلیون                | هند                       |
| فاکس‌کان                        | ۱٫۲ میلیون                | تایوان                    |

## اکونومیست ۲۰۱۰
اکونومیست، در فهرست خود کلیه شرکت‌ها، اعم از شرکت‌های دولتی، سازمان‌ها و... را قرار داده است.
| بزرگ‌ترین کارفرمایان جهان، ۲۰۱۰ | بزرگ‌ترین کارفرمایان جهان، ۲۰۱۰ |
| کارفرما                        | کارکنان                        |
| ------------------------------ | ------------------------------ |
| وزارت دفاع ایالات متحده آمریکا | ۳٫۲ میلیون                     |
| ارتش آزادی‌بخش خلق              | ۲٫۳ میلیون                     |
| وال‌مارت                        | ۲٫۱ میلیون                     |
| مک‌دونالدز                      | ۱٫۷ میلیون                     |
| شرکت ملی نفت چین               | ۱٫۷ میلیون                     |
| استیت گراید کورپوریشن          | ۱٫۶ میلیون                     |
| خدمات بهداشت ملی               | ۱٫۵ میلیون                     |
| راه‌آهن هند                     | ۱٫۴ میلیون                     |
| چاینا پست                      | ۰٫۹ میلیون                     |
| فاکس‌کان                        | ۰٫۸ میلیون                     |

## فورچون ۲۰۱۲
فهرست زیر، از رتبه‌بندی انجام شده، توسط فورچون جهانی ۵۰۰ گرفته شده‌است. این فهرست، شرکت‌های عمومی بزرگ را، شامل نمی‌شود. 
این لیست، ۱۰ شرکت بزرگ در تاریخ ۹ ژوئیه ۲۰۱۲ را نشان می‌دهد، که توسط مجله فورچون منتشر شده‌است.
| رتبه | شرکت                           | کشور                | تعداد کارکنان |
| ---- | ------------------------------ | ------------------- | ------------- |
| ۱    | وال‌مارت                        | ایالات متحده آمریکا | ۲٬۲۰۰٬۰۰۰     |
| ۲    | شرکت ملی نفت چین               | چین                 | ۱٬۶۶۸٬۰۷۲     |
| ۳    | استیت گراید کورپوریشن          | چین                 | ۱٬۵۸۳٬۰۰۰     |
| ۴    | ساینوپک                        | چین                 | ۱٬۰۲۱٬۹۷۹     |
| ۵    | فاکس‌کان                        | تایوان              | ۹۶۱٬۰۰۰       |
| ۶    | چاینا پست                      | چین                 | ۸۸۹٬۳۰۷       |
| ۷    | خدمات پستی ایالات متحده آمریکا | ایالات متحده آمریکا | ۶۰۱٬۶۰۱       |
| ۸    | گروه فولکس‌واگن                 | آلمان               | ۵۰۱٬۹۵۶       |
| ۹    | چاینا تلکام                    | چین                 | ۴۹۱٬۴۴۷       |
| ۱۰   | شرکت صنایع هوایی چین           | چین                 | ۴۸۰٬۱۴۷       |